# Brama Raciborska
Brama Raciborska – region geograficzny o krajobrazie doliny rzecznej obejmujący dolinę rzeki Odry w okolicach miasta Racibórz, część Niziny Śląskiej. Wyróżniony jako mezoregion z indeksem 318.50 w regionalizacji fizycznogeograficznej Polski z 2018 roku wykonanej przez międzyuczelniany zespół geografów pod kierownictwem Jerzego Solona. W podziale Jerzego Kondrackiego omawiany region nie występuje, a obszar go obejmujący jest tam częścią mezoregionu Kotliny Raciborskiej.

## Charakterystyka
Brama rozciąga się pasem długim na 30 km i szerokim na 5,5 km, zajmuje powierzchnię 153 km² i graniczy z Kotliną Raciborską na północy, Kotliną Ostrawską na południu, Płaskowyżem Rybnickim na wschodzie i Płaskowyżem Głubczyckim na zachodzie. Pod względem rzeźby terenu jest to dno płaskiej doliny Odry (poziom 180–195 m n.p.m.) oraz ograniczające to dno wzniesienia (220 m n.p.m.), które wyodrębniają się szczególnie na wschodnim styku z Płaskowyżem Rybnickim, gdzie jednocześnie Nizina Śląska przechodzi w Wyżynę Śląską. W pokryciu terenu przeważają grunty orne, gdyż pomimo zagrożenia powodziami intensywnie funkcjonuje tutaj rolnictwo. Głównym typem gleb są mady. Poza gruntami ornymi, wśród roślin dominują chwasty, naturalne lasy łęgowe zachowały się jedynie fragmentarycznie.

## Przyroda
Oś doliny stanowi uregulowane koryto Odry, do której na terytorium regionu wpadają Olza i Psina. Występuje tu wiele zbiorników wodnych, głównie zbudowanych przez człowieka, w tym duży suchy zbiornik przeciwpowodziowy Racibórz Dolny. Istnieją też jednak cenne przyrodniczo i chronione kompleksy stawów – Wielikąt koło wsi Syrynia oraz Łężczok koło wsi Babice. Ten drugi chroniony jest w formie rezerwatu, obejmującego m.in. połacie lasu dębowo-grabowego położonego na skraju Parku Krajobrazowego „Cysterskie Kompozycje Krajobrazowe Rud Wielkich” w obrębie Lasów Raciborskich.